# Kasino-Teatret

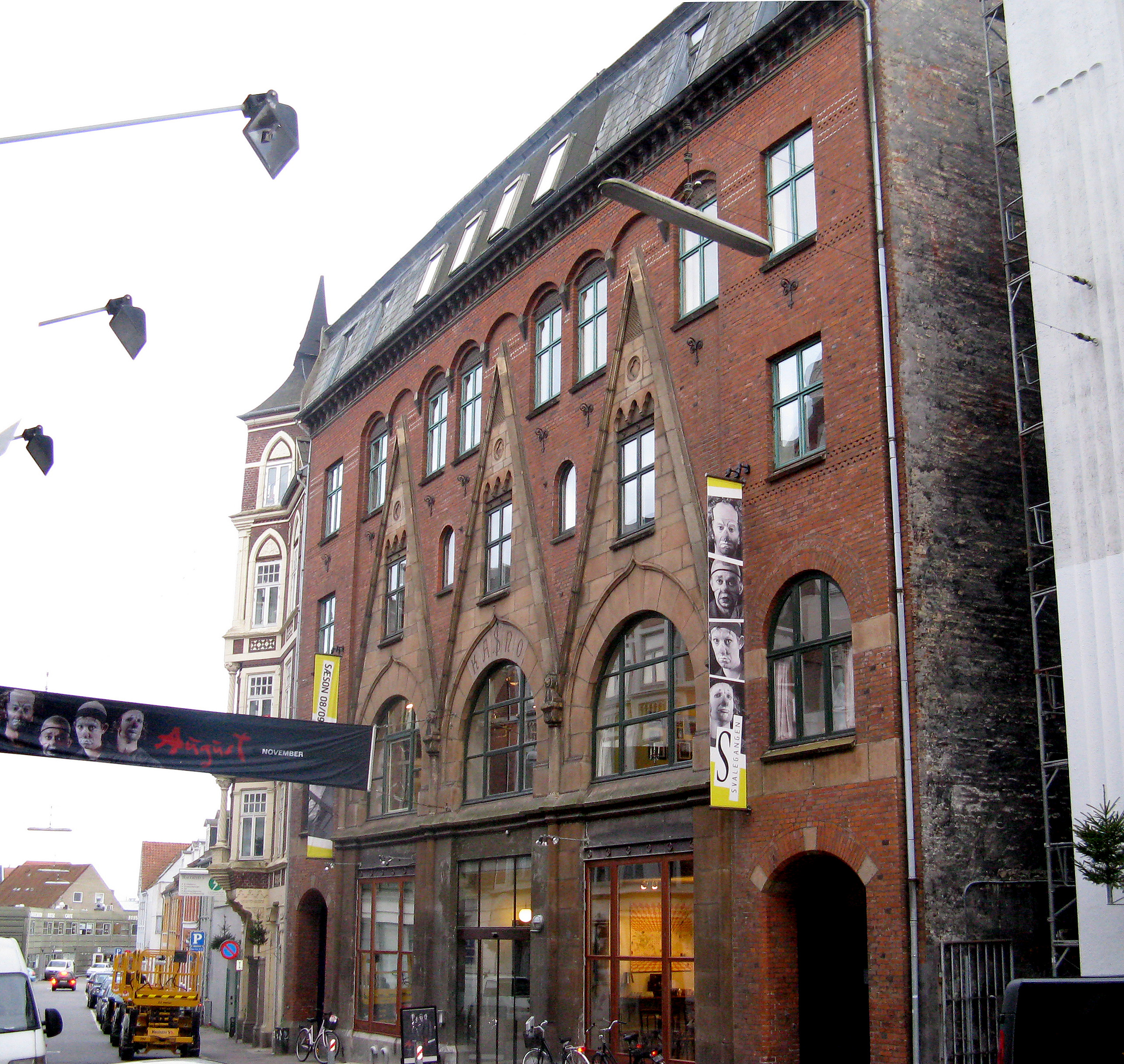
Kasino-Teatrets gamla byggnad som idag huserar teatern Svalegangen. Över mittersta fönstret på andra våningen kan man fortfarande skymta ordet "Kasino" i stenarna.

Ej att förväxla med Casinotheatret
Kasino-Teatret var en varietéteater på Rosenkrantzsgade i Århus. Den uppfördes 1900 efter ritningar av arkitekt S.F. Kühnel. 
Den invigdes den 7 december 1900. Byggherre och direktör var Marinius Olsen.
Kasino-Teatret hade genom åren unika uppträdanden med jonglörer, operasångare, konstcykling, operetter, varieté och folkkomedier, och var en känd nöjesattraktion i staden.
Teatern hade varierande ekonomiska svårigheter genom åren och stängde till slut i februari 1943.
Senare flyttade Danmarks Radio in i lokalerna. Sedan 1982 har teatern Svalegangen hållit till i byggnaderna.